# El Azufre 1ra. Sección
El Azufre 1ra. Sección är en ort i Mexiko.   Den ligger i kommunen Pichucalco och delstaten Chiapas, i den sydöstra delen av landet, 700 km öster om huvudstaden Mexico City. El Azufre 1ra. Sección ligger 48 meter över havet och antalet invånare är 145.
Terrängen runt El Azufre 1ra. Sección är huvudsakligen kuperad, men norrut är den platt. Runt El Azufre 1ra. Sección är det ganska tätbefolkat, med 67 invånare per kvadratkilometer. Närmaste större samhälle är Teapa, 13,7 km öster om El Azufre 1ra. Sección. Trakten runt El Azufre 1ra. Sección består till största delen av jordbruksmark.